# هانس بلومكفيست
هانس بلومكفيست (بالسويدية: Hans Blomqvist)‏ هو لاعب كرة قدم سويدي، ولد في 17 مارس 1975. لعب مع فاسترا فرولندا ‏.